# Mérinos de Rambouillet
Le Mérinos de Rambouillet est une race ovine originaire d'Espagne, d'où elle a été importée en 1786. Elle n'a depuis reçu aucun apport d'autres troupeaux, et est élevée dans une consanguinité raisonnée à la Bergerie nationale de Rambouillet, où l'on compte en 2009 environ 150 brebis et 20 béliers. Spécialisée dans la production de laine fine, cette race a été utilisée de manière intensive entre 1850 et 1930 pour améliorer les aptitudes lainières de diverses races de brebis, en France et ailleurs dans le monde.

## Origine
D'origine espagnole, cette race a été importée à Rambouillet en 1786. L'acquisition du premier troupeau par Louis XVI fit l'objet d'une clause secrète dans un traité avec l'Espagne. Philibert Chabert, directeur de l'École vétérinaire d'Alfort contribua à leur acclimatation. Plusieurs riches éleveurs achetèrent des animaux pour se livrer à leurs propres essais d'acclimatation, notamment Jean Chanorier, Jean-Marie Heurtault de Lammerville, et Louis Silvy. 
Il n'existe qu'un seul troupeau en  France : celui de la bergerie nationale de Rambouillet, mais cette race a grandement servi au cours du XIXe siècle et de la première moitié du XXe siècle à améliorer les troupeaux français et étrangers.

## Description
Le Mérinos de Rambouillet a une tête fine et courbe. Son nez est surmonté de plusieurs plis et ses oreilles sont courtes et horizontales. Le corps est trapu, avec des membres forts et des gigots assez épais. Sa laine blanche est abondante, fine, élastique et résistante. La toison, qui pèse jusqu'à 8 kg chez les béliers, recouvre tout le corps à l'exception des extrémités de la tête et des membres. Les mâles ont de grandes cornes spiralées à section triangulaire alors que les femelles en sont dépourvues.
Les béliers mesurent 70 à 75 cm au garrot pour 70 à 90 kg, tandis que les brebis mesurent entre 60 et 65 cm pour un poids variant entre 45 et 60 kg.

## Aptitudes
Le Mérinos de Rambouillet est un mouton rustique, très bien adapté aux climats secs. Les brebis se désaisonnent naturellement. Elles ont une prolificité médiocre de 1,2 agneau par portée, et les agneaux ont une croissance assez faible, qui dépasse tout juste 200 g par jour entre 10 et 30 jours. Par contre, il produit une laine de très bonne qualité, aux mèches blanches homogènes, élastiques et résistantes, mesurant entre 60 et 70 mm. La finesse moyenne de la laine se situe entre 18 et 22 microns.

## Sélection
La race est actuellement gérée par la bergerie nationale de Rambouillet, où elle est présente depuis 1786. Du fait du très faible nombre d'animaux, la variabilité génétique est très faible et les accouplements se font dans une certaine consanguinité, qu'on essaie de contrôler le mieux possible. Depuis 2005 l'INRA participe à la gestion des accouplements, à la suite de ces travaux sur la variabilité génétique au sein du troupeau. C'est également à cette date qu'ont été mises en place les mesures de cryoconservation des embryons. La valeur patrimoniale de cette race est très importante, d'où l'intérêt de tous les organismes concernés par la génétique animale de la préserver.

## Diffusion
L'intégralité du troupeau se trouve à la bergerie nationale de Rambouillet, mais au cours de l'histoire les béliers ont été très largement utilisés pour améliorer la production lainière d'autres races ovines en France et dans le monde entier comme en Australie, en Amérique latine et en Europe de l’Est. Le troupeau compte en 2009 150 femelles et 20 béliers, soit moitié moins que lors de sa création où l'on comptait 358 femelles et 52 mâles.

## Voir aussi

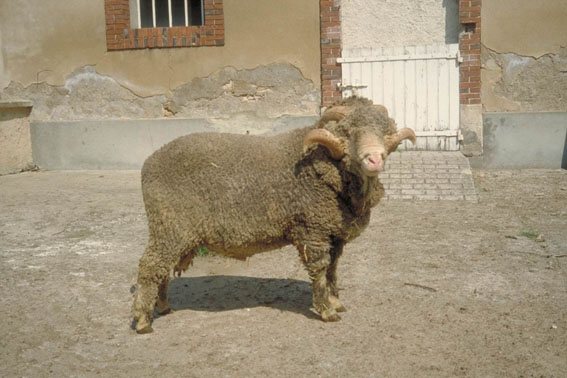
Mérinos de Rambouillet